# Wohn- und Wirtschaftsgebäude Cappeler Niederstrich 17
Das Wohn- und Wirtschaftsgebäude Cappeler Niederstrich 17 in der niedersächsischen Gemeinde Wurster Nordseeküste, Ortsteil Cappel, im Landkreis Cuxhaven stammt vom 18. Jahrhundert.
Aktuell (2024) wird es als Wohnhaus und landwirtschaftlich genutzt.
Das Gebäude steht unter Denkmalschutz (siehe auch Liste der Baudenkmale in Wurster Nordseeküste).

## Beschreibung
Das eingeschossige giebelständige verklinkerte Wohn- und Wirtschaftsgebäude als Zweiständer-Hallenhaus mit reetgedecktem Satteldach, regionaltypischer grün/weißer Verbretterung in den oberen Giebeldreiecken mit Giebelgesimsen und Grooter Door mit Korbbogen, ansonsten schlichte Fassade, stammt im Kern von 1783 (Wohngiebel) bzw. 1786 (Wirtschaftsgiebel, beide mit Inschrift). Um 1930 wurde es umgebaut und der Wohngiebel erhielt massive Wände, wobei das Innengerüst und die Inneneinbauten wie Türen und Treppe zum Dachboden des 18. Jh. erhalten blieben.
Auf dem Hof stehen weitere nicht denkmalgeschützte Nebengebäude.
Das Landesdenkmalamt befand u. a.: „… Typischerweise wurde der Wohngiebel im 20. Jahrhundert massiv in Backstein erneuert.“